# Neoempheria johannseni
Neoempheria johannseni är en tvåvingeart som först beskrevs av Günther Enderlein 1910.  Neoempheria johannseni ingår i släktet Neoempheria och familjen svampmyggor. Inga underarter finns listade i Catalogue of Life.